# Silvio Parodi
Silvio Parodi (Genova, 16 febbraio 1878 – Savignone, 19 giugno 1944) è stato un generale e politico italiano, fu commissario prefettizio di Genova durante la Repubblica Sociale Italiana, due volte medaglia di bronzo al valor militare.

## Biografia

### I primi anni
Parodi nasce in una famiglia borghese, frequenta l'Accademia militare di Modena dalla quale si congeda come sottotenente di fanteria. Viene richiamato con il grado di tenente partecipò alla prima guerra mondiale.
Nel 1917, entra nel corpo degli Arditi e nel 1918, col grado di maggiore, assume il comando del 2º battaglione del 35º Reggimento della 16ª Divisione fanteria "Pistoia" fino al termine della guerra. Decorato con la medaglia di bronzo al valor militare.
Nel 1919 fu inviato nella Libia italiana per reprimere i ribelli al comando del XIII Reparto d'Assalto venendo decorato una seconda volta con la medaglia di bronzo al valore.

### L'adesione al Fascismo
Aderisce al Fascismo e dirige le squadre d'Azioni genovesi dal 1920 al 1922, partecipando poi come console delle Camicie Nere in concomitanza alla marcia su Roma, comandò l'assalto degli squadristi alla Prefettura di Genova, difesa da cordoni di marinai e guardie regie. 
Diviene quindi componente del Direttorio federale del Partito Nazionale Fascista di Genova, ed è nominato Podestà di Savignone, il suo paese natale, carica che mantenne per 12 anni. Dal 1926 divenne presidente dell'orfanotrofio di San Giovanni Battista, tra le più antiche istituzioni benefiche di Genova, che svecchiò e rivitalizzò, provvedendo quando necessario a finanziarlo coi propri mezzi economici. Durante quegli anni realizzò le colonie estive di Crocefieschi e Savignone e dopo la guerra d'Etiopia organizzò anche dei corsi di lingua araba.

### La RSI e la morte
Dopo l'armistizio dell'8 settembre 1943 aderì alla Repubblica Sociale Italiana, nell'ambito della quale è nominato commissario prefettizio al comune di Genova (16 febbraio 1944). Durante il periodo di governo a Genova non trascura di seguire l'orfanotrofio settimanalmente. Sotto il suo mandato viene portata avanti l'opera di sostituzione (iniziata dal podestà Aldo Gardini) dei nomi presenti nella toponomastica cittadina relativi a membri della Casa Savoia, sostituzioni che in parte furono mantenute anche dopo la fine della guerra.
Nella primavera del 1944 la situazione a Genova nel suo entroterra era estremamente tesa, sia per via della serie di scioperi in chiave antifascista che si protraevano fin dai primi mesi del 1943 che avevano provocato le dure prese di posizione del prefetto Carlo Emanuele Basile. In risposta agli scioperi e alle azioni effettuate dai partigiani seguivano le azioni di controguerriglia e le rappresaglie; tra le principali la strage della Benedicta dell'aprile e la successiva strage del Turchino del maggio. Nel giugno 1944 la situazione alimentare di Genova (sottoposta ai bombardamenti alleati, che miravano ad interrompere le vie di comunicazione) era divenuta drammatica, tanto da vedere la razione giornaliera di pane ridotta a soli 150 grammi. Grazie tuttavia ad accordi fra le autorità cittadine (capo provincia, commissario prefettizio, federale ecc.) e un importatore locale - Angelo Navone, non iscritto al PFR - si riuscì ad evitare la fame. 
Il 15 giugno 1944 Parodi subisce il primo attentato da parte di alcuni gappisti attestati a lato di Via Garibaldi nel centro di Genova, che andrà a vuoto. Il generale ferito all'indirizzo degli attentatori che stavano fuggendo attraverso i vicoli urlò: «Voglio vedere in faccia chi mi vuole ammazzare!». Nonostante questo Parodi rifiutò la scorta armata affermando che «Se devo morire non è giusto che altri muoiano per me». Uno degli attentatori, il partigiano Balilla Grillotti catturato in questura rivelò al commissario Giusto Veneziani che l'attentato era fallito perché l'arma del gappista Angelo Scala si era inceppata.
Il 16 giugno i tedeschi arrestarono e deportarono diverse centinaia di operai rastrellati durante il lavoro nelle industrie cittadine, principalmente a Sestri Ponente e Cornigliano (tra gli impianti dove avvenne la retata vi furono la SIAC, l'Ansaldo Meccanico, la San Giorgio, il cantiere navale e la Piaggio).
Il 19 giugno 1944 Parodi viene ucciso in un agguato dei GAP, mentre esce da casa della sorella a Savignone: gli autori dell'omicidio appartengono alla banda di Franco Anselmi, "Marco", come dimostrano alcuni documenti depositati presso l'Archivio dell'Istituto Ligure per la Storia della Resistenza e dell'Età Contemporanea (fondo CLN Savignone) e le memorie lasciate dai partigiani di quella banda (si veda, a tal proposito, Merlo D., "Memoria partigiana", a cura di Antonello Brunetti, pp. 40/43). Poche ore dopo l'omicidio, si radunarono diversi squadristi decisi ad effettuare una rappresaglia. Tuttavia, la sorella di Parodi, Clelia, impedì che fosse dato seguito alla vendetta difendendo la popolazione di Savignone che era estranea all'attentato e comunicando le parole che Silvio Parodi le aveva confidato: «Quando mi uccideranno non voglio che si effettui alcuna rappresaglia».
Quattro partigiani, arrestati già nel mese di luglio, Goffredo Villa, Aleandro Longhi, Giacinto Rizzolio e Mario Cassurino, considerati responsabili di altre uccisioni e Balilla Grillotti giudicato l'uccisore di Parodi furono condannati a morte la notte tra il 28 e il 29 luglio e fucilati poche ore dopo alle prime luci dell'alba a forte San Giuliano dalla Guardia Nazionale Repubblicana Ferroviaria.

### Il ricordo

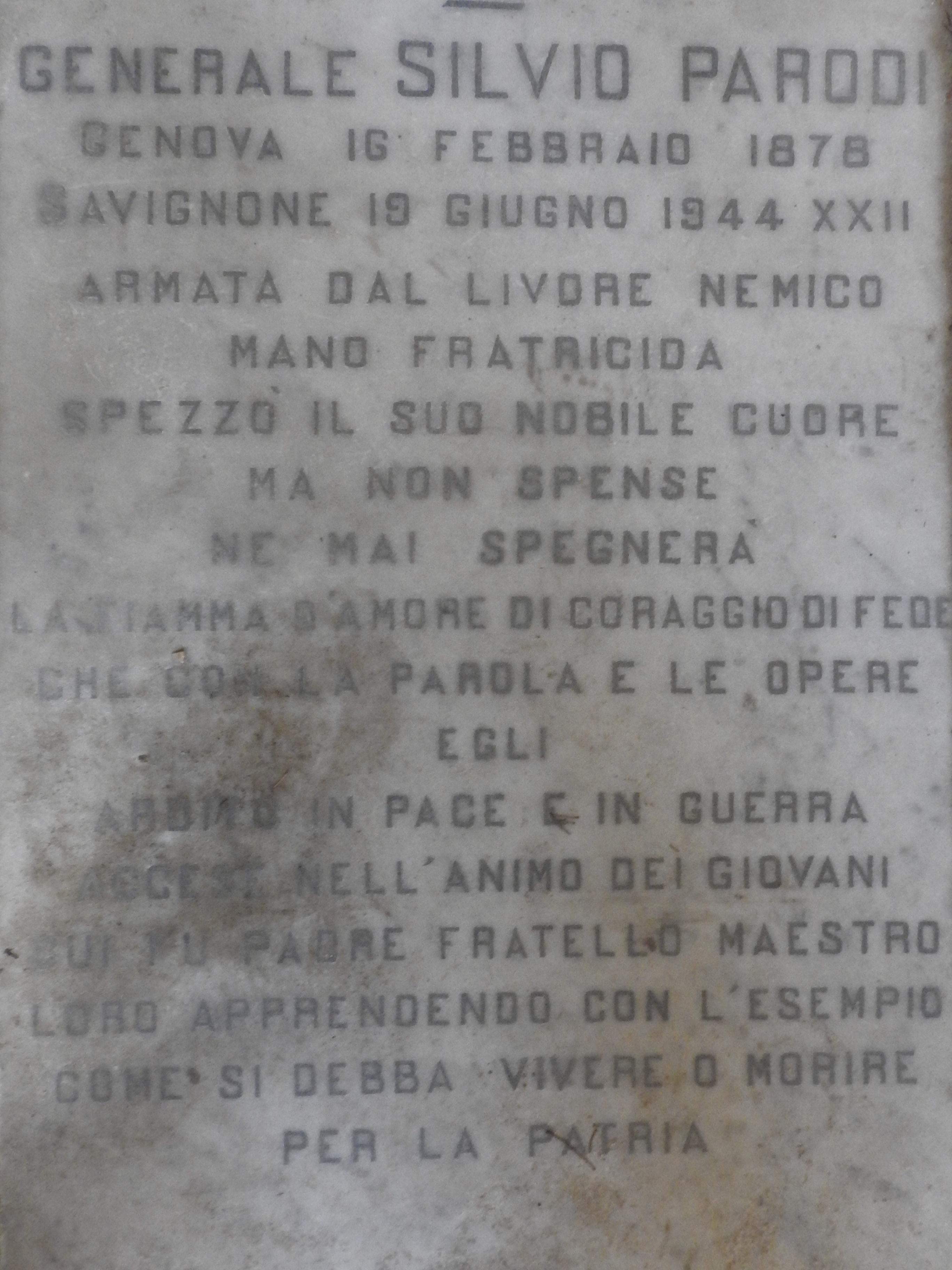
Lapide sulla tomba del generale Silvio Parodi al cimitero di Staglieno

Silvio Parodi fu seppellito nel cimitero di Staglieno a Genova nella tomba di famiglia.
In suo onore la XXXI Brigata Nera, con sede a Genova, fu denominata Brigata "Generale Silvio Parodi".